# Echeandia pseudopetiolata
Echeandia pseudopetiolata är en sparrisväxtart som beskrevs av Robert William Cruden. Echeandia pseudopetiolata ingår i släktet Echeandia och familjen sparrisväxter. Inga underarter finns listade i Catalogue of Life.